# اندیس دهنه شنگل
دهنه شنگل یک اندیس فلزی است که در حوالی شهر نایبند استان خراسان قرار دارد و مادهٔ معدنی موجود در آن، سرب و روی است.  